# Ján Steinhübel
Ján Steinhübel (* 21. května 1957 Modra) je slovenský historik, který se specializuje na raně středověké dějiny Slovenska, dějiny Velké Moravy, počátky uherského státu a příchod Slovanů na Slovensko.

## Život
Vystudoval archivnictví na Filozofické fakultě Univerzity Komenského v Bratislavě (1981). V roce 1992 obhájil na Historickém ústavu Slovenské akademie věd kandidátskou práci a získal titul CSc. Je autorem velkého množství odborných studii a monografie Nitrianske kniežatstvo. Počiatky stredovekého Slovenska, za kterou byl oceněn Cenou Predsedy Nitrianskeho samosprávneho kraja za výnimočné historické dielo.

## Publikace
- Veľkomoravské územie v severovýchodnom Zadunajsku. Bratislava: Veda, 1995. 98 s. ISBN 80-224-0192-7.
- Nitrianske kniežatstvo : počiatky stredovekého Slovenska : rozprávanie o dejinách nášho územia a okolitých krajín od sťahovania národov do začiatku 12. storočia. Bratislava: Veda, 2004. 576 s. ISBN 80-224-0812-3.